# Cecidophagula digitata
Cecidophagula digitata är en insektsart som beskrevs av Liu, Xiangwei 2000. Cecidophagula digitata ingår i släktet Cecidophagula och familjen vårtbitare. Inga underarter finns listade i Catalogue of Life.